# Reinaldo García Zapata
Reinaldo García Zapata (Santiago de Cuba, 9 de marzo de 1968) es un político cubano, que ocupó el cargo de gobernador de la ciudad/provincia de La Habana, para el que fue elegido el 18 de enero de 2020. Anteriormente se había desempeñado como presidente de la Asamblea Provincial del Poder Popular de La Habana (alcalde). 

## Biografía
Nacido el 9 de marzo de 1968 en Santiago de Cuba, inició su vida laboral en el Complejo Agroindustrial (CAI) “Salvador Rosales” en Songo-La Maya, donde también comenzó su militancia en la Unión de Jóvenes Comunistas (UJC). A lo largo de su carrera, ha ocupado diversos cargos, incluyendo delegado de base, presidente del Consejo Popular Salvador Rosales, vicepresidente y presidente del Consejo de la Administración Municipal, y vicepresidente y presidente de la Asamblea Provincial en Santiago de Cuba. 
En 2016, García Zapata asumió la presidencia de la Asamblea Provincial del Poder Popular en La Habana. Posteriormente, en enero de 2020, fue elegido gobernador de La Habana, cargo que desempeñó hasta junio de 2023. Durante su gestión, enfrentó desafíos significativos, como el enfrentamiento a fenómenos climáticos que afectaron la ciudad, la pandemia de COVID-19 y el accidente del Hotel Saratoga. Su liderazgo fue crucial en la transformación social de más de 100 barrios de la capital y en la celebración del aniversario 500 de La Habana.[cita requerida]
Es miembro del Partido Comunista de Cuba (PCC). En junio de 2023, al concluir su mandato como gobernador, recibió la distinción Giraldilla de La Habana en reconocimiento a su trayectoria de veintisiete años en el Poder Popular, de los cuales más de seis fueron al frente del gobierno capitalino.
Su sucesora en el cargo fue Yanet Hernández Pérez, que fue elegida como la nueva gobernadora de La Habana el 28 de mayo de 2023.